# Blohms Park

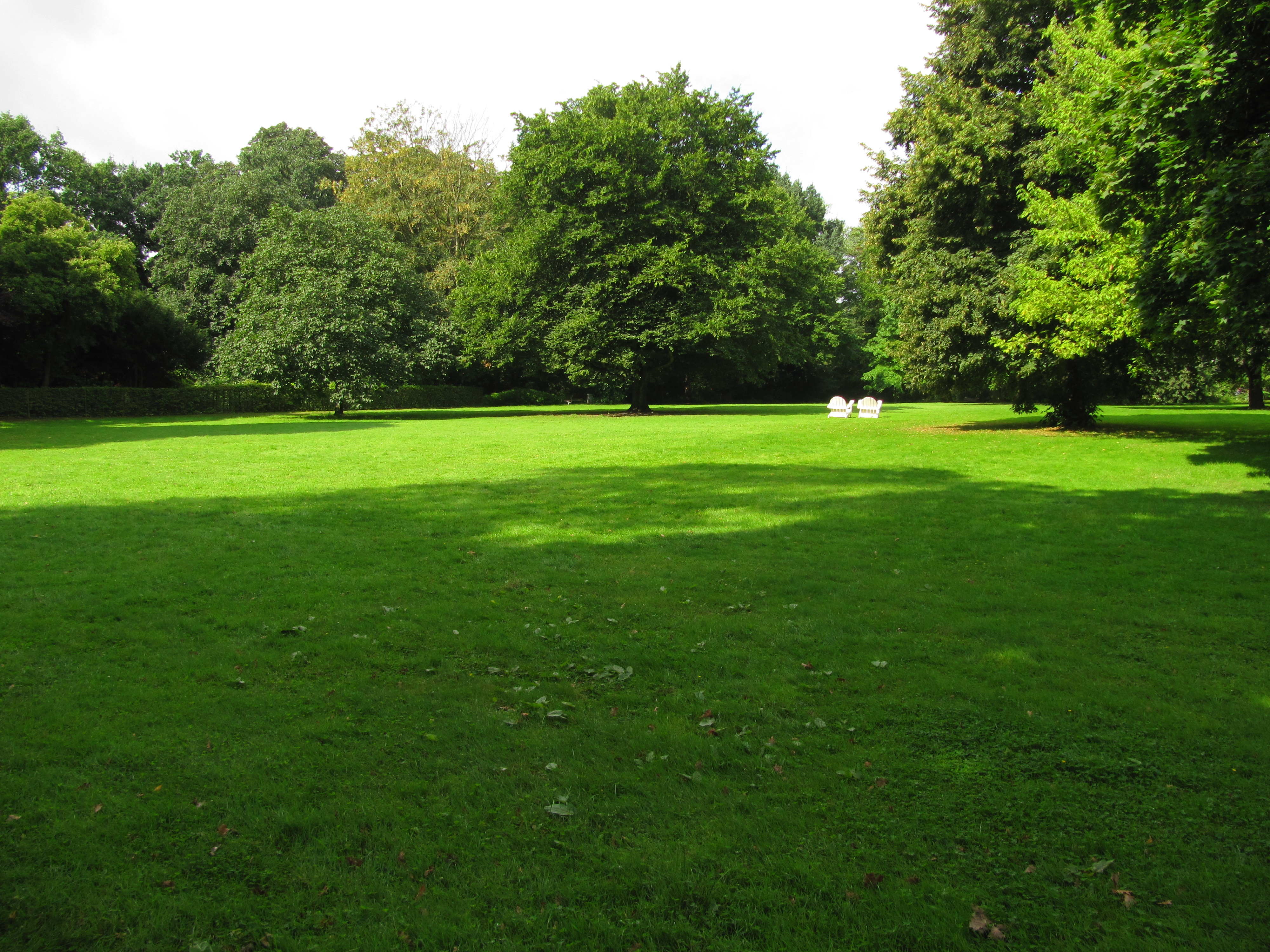
Westlicher Bereich mit weißen Holzstühlen

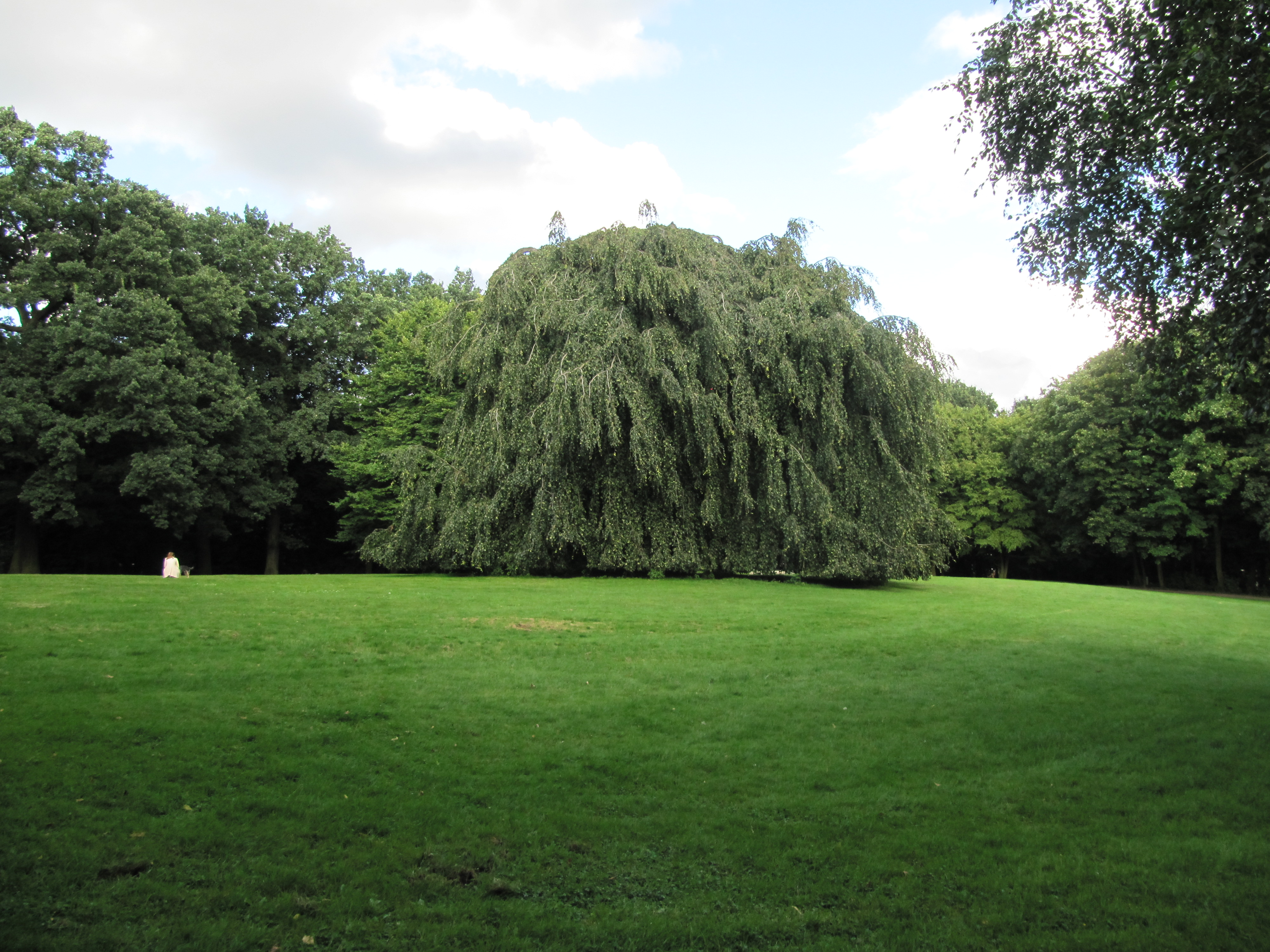
Blohms Park: Zentraler Bereich mit großer Wiese

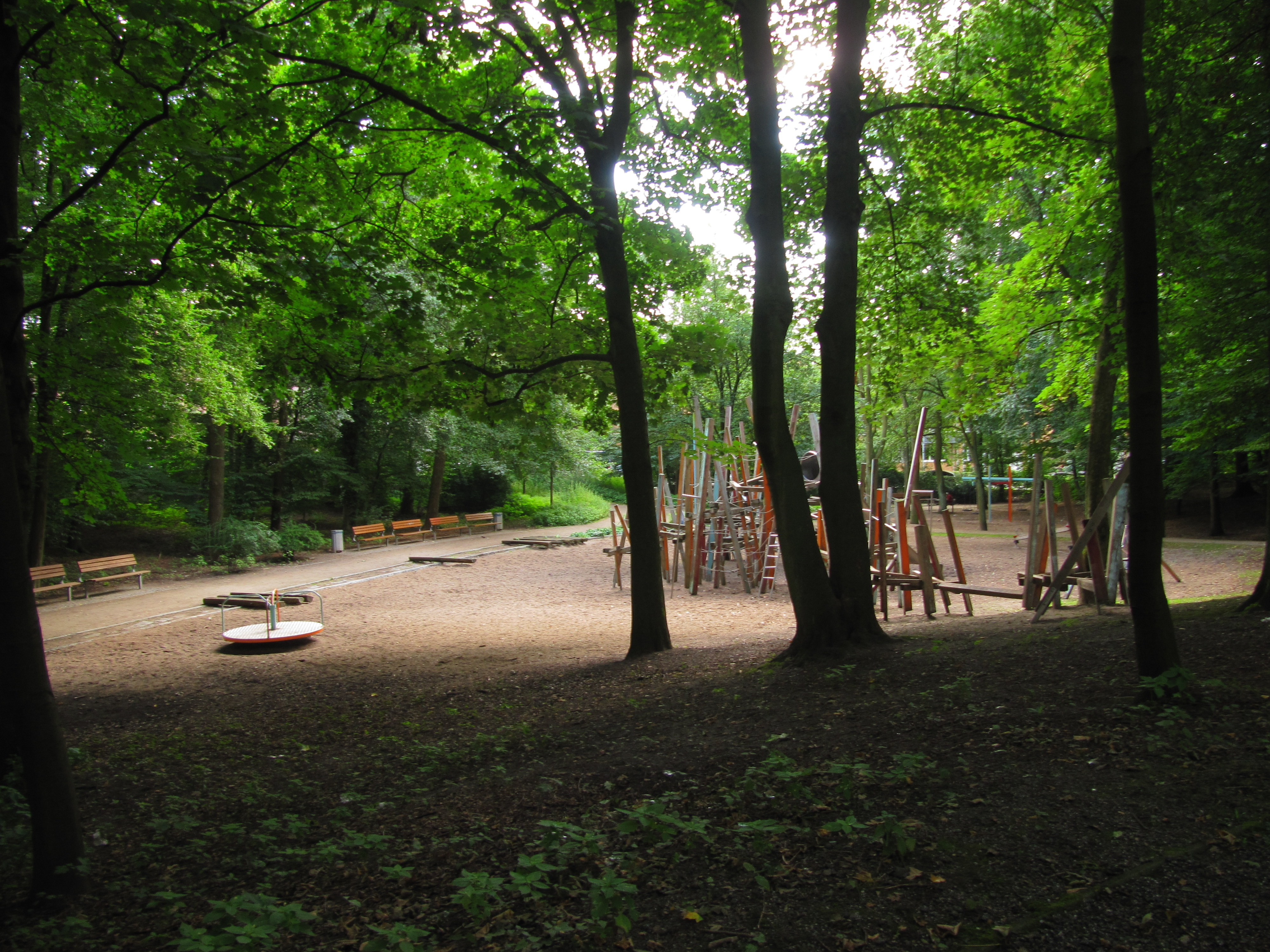
Östlicher Bereich mit großem Spielplatz

Blohms Park (selten auch „Blohm's Park“ oder „Blohmspark“) ist eine ca. 4 Hektar große, denkmalgeschützte öffentliche Grünanlage im Hamburger Stadtteil Horn. Sie geht auf einen früheren Privatgarten zurück, dessen Anfänge sich bis ins 17. Jahrhundert zurückverfolgen lassen. Der Name geht auf einen der früheren Besitzer zurück, einen Bruder des Werftgründers Hermann Blohm.

## Lage und Parkbereiche
Koordinaten: 53° 33′ 8,6″ N, 10° 4′ 28,1″ O
Der Park liegt größtenteils auf dem Geesthang nördlich der Horner Landstraße und wird im Norden von der Straße „Beim Rauhen Hause“ und im Osten von der Hertogestraße begrenzt, die, wie der Park selbst, nach einem früheren Besitzer des Areals benannt ist.
Der Park besteht aus drei getrennten Bereichen: Einer westlich gelegenen, kleineren Grünfläche entlang des Weges „Kernbek“, die von einer Baumreihe begrenzt wird, einer zentral gelegenen, großen Wiese mit einem nördlich gelegenen kleinen, mit Spielgeräten bestückten Spielplatz. Östlich, parallel zur Hertogestraße, befindet sich in einer Senke das dritte Areal des Parks mit dichtem Baumbestand, wo sich ein zweiter Spielplatz befindet, der hauptsächlich aus einem Kletterparcours besteht.
In der früheren Parkanlage hat sich lediglich ein Teil des historischen Baumbestandes erhalten, darunter Horns mutmaßlich ältester Baum, eine ca. 200 Jahre alte Eiche mit einem Stammumfang von viereinhalb Metern. Neben der Eiche befindet sich eine Löwen-Skulptur aus Bronze, die einst vor der Villa Ohlendorff des „Guanokönigs“ Heinrich Ohlendorff im Nachbarstadtteil Hamm stand und als Kulturdenkmal verzeichnet ist.

## Geschichte
Das Gelände des heutigen Parks war früher auf mehrere Grundstücke verteilt. Der östliche Teil gehörte unter anderem dem Hamburger Bürgermeister Albrecht von Eitzen (1578–1653), der ihn 1630 an die aus Belgien stammende Kaufmannsfamilie „de Hertoghe“ verkaufte. Diese ließen hier ein Landhaus mit Garten errichten, die beide mindestens bis Ende des 18. Jahrhunderts Bestand hatten.

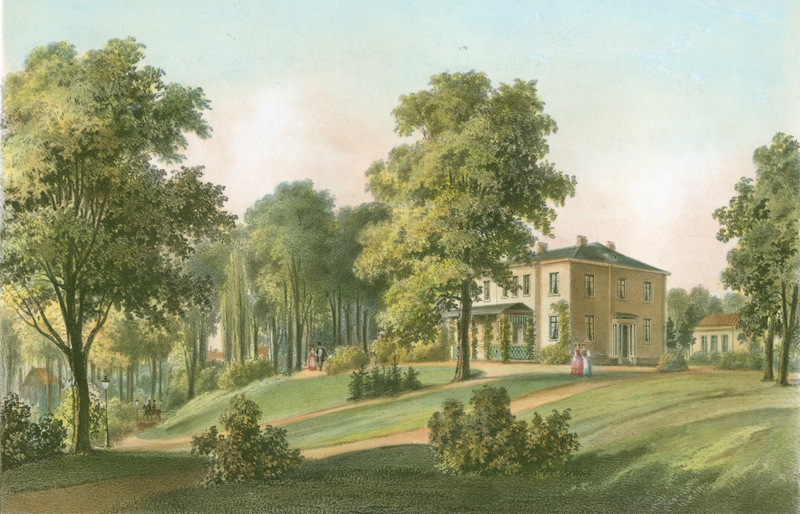
Blohms Park um 1845

Den westlichen Teil erwarb 1816 der Kaufmann Heinrich Johann Merck, Gründer des Handelshauses H. J. Merck & Co., der das alte Landhaus abreißen und durch eine neue klassizistische Villa ersetzen ließ. Nach Mercks Tod und mehreren Besitzerwechseln wurde 1875 Ludwig Friedrich Blohm, Bruder des Werftbesitzers Hermann Blohm, neuer Eigentümer.
Im Jahr 1928 überließ der letzte Eigentümer, Claus Heinrich Hinrichsen, das Areal der Stadt Hamburg, die es aber erst 1934 zur öffentlichen Grünanlage umgestaltete. Die Villa wurde Sitz der NSDAP-Kreisleitung und bei den Luftangriffen 1943 vollständig zerstört.

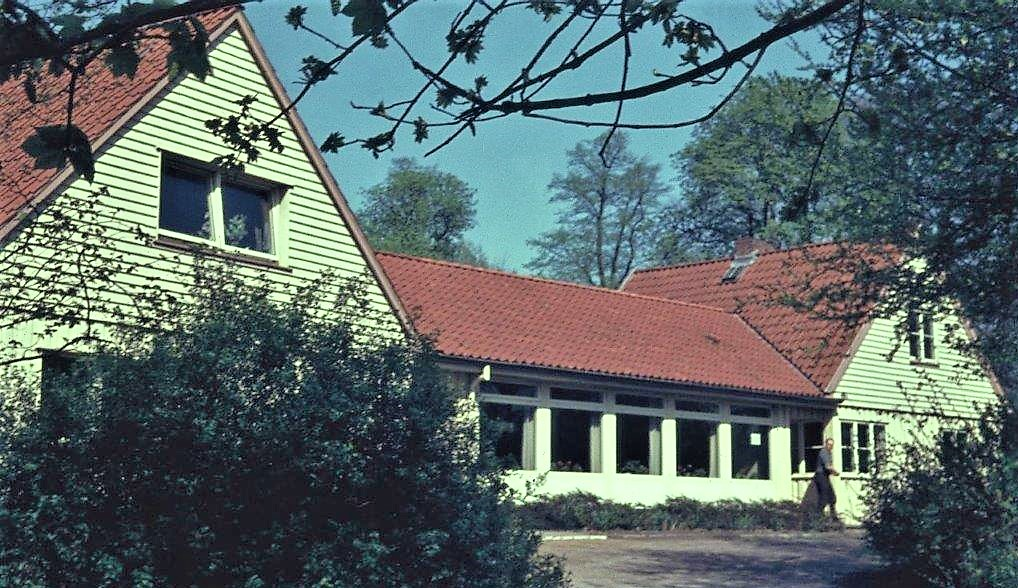
Jugend-Europahaus, 1960er Jahre

Im Jahr 1950 wurden die Reste der Villa abgerissen und an derselben Stelle das „Jugend-Europahaus“ (JEH) errichtet, das ab 1967 als „Dänisch-Deutsche Akademie“ genutzt und 1982/83 erweitert wurde. 1999 gab der dänische Staat die Akademie auf und verkaufte das Haus an die Stadt Hamburg. Eine geplante Nutzung als Hostel scheiterte. Seit 2010 wird das Gebäude durch den Verein „Beschäftigung und Bildung e. V.“ für zwei pädagogisch betreute Jugendwohngruppen genutzt. Seit April 2020 wird das Gebäude vorübergehend für die Zeit der Coronavirus-Pandemie als Notunterkunft für obdachlose Frauen durch den Kreisverband Hamburg Altona und Mitte des Deutschen Roten Kreuzes genutzt.

## Ausstattung und Gestaltung

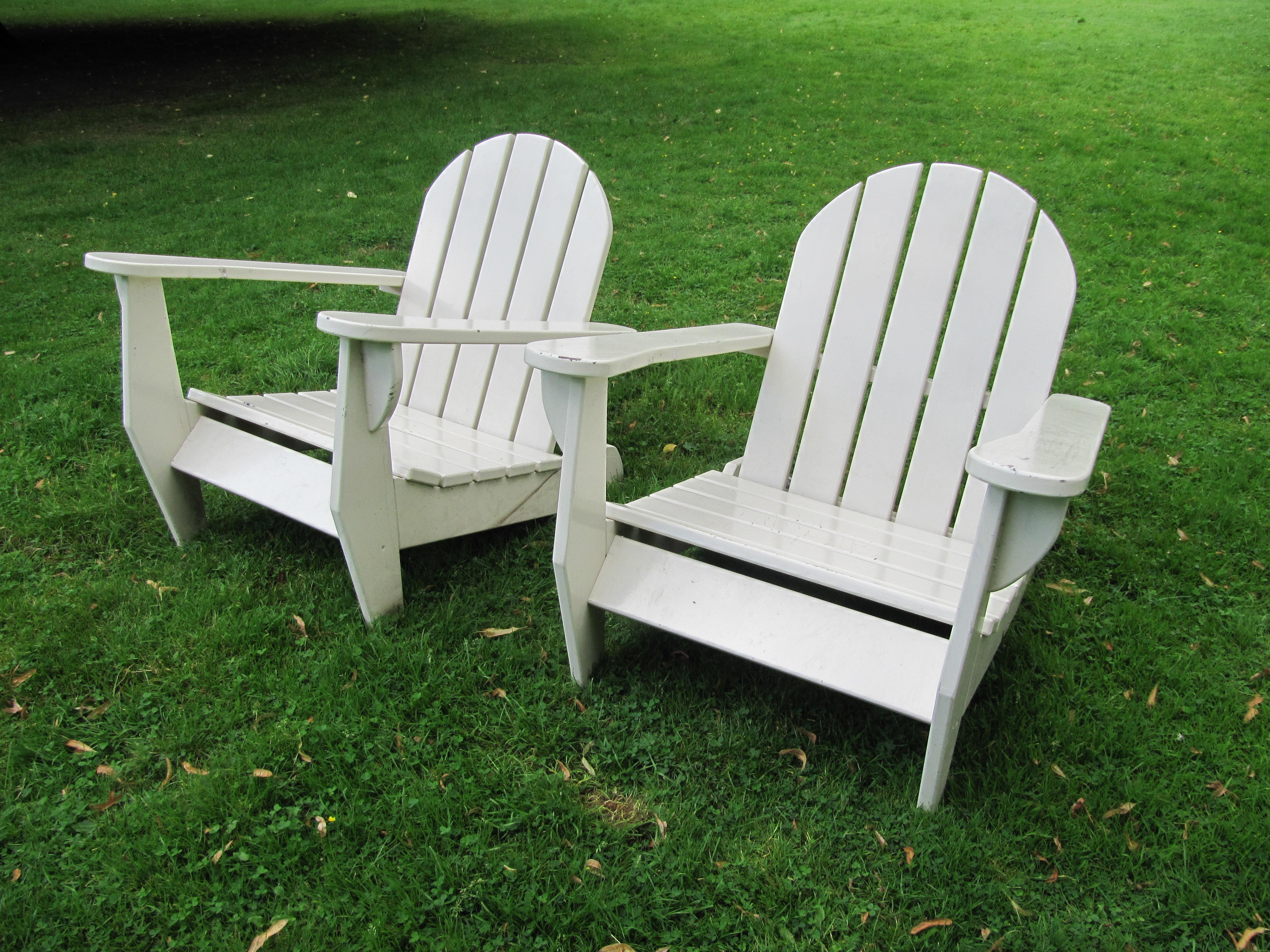
Holzstühle in Blohms Park

Neben der bereits erwähnten Löwen-Skulptur bindet sich im zentralen Bereich des Parks eine Klanginstallation, die aus fünf schwarzen, fächerartig am Boden angebrachten Steinbalken besteht. Die Steinbalken lassen sich mithilfe eines (wiederholt entwendeten) Klöppels anschlagen und zum Klingen bringen. Dieses Beispiel für Kunst im öffentlichen Raum ist nicht signiert und in keiner Werkliste enthalten, das Aufstellungsjahr ist unbekannt.
Neben dem kleinen Spielplatz im zentralen Bereich, der einen Sandkasten und eine Muldenschaukel besitzt, und dem mit Großgeräten bestückten Spielplatz im Bereich der östlichen Senke, gibt es einen überdachten offiziellen Grillplatz, der von Sitzbänken umrandet wird. Dort befindet sich auch eine Tischtennisplatte sowie eine Fläche für Freiluftschach.
Im westlichen und zentralen Bereich des Parks befinden sich massive, weiße Holzstühle, die im Boden verankert sind und wie sie sich auch im Alsterpark und im Hamburger Stadtpark finden. Ansonsten gibt es im östlichen Bereich des Parks mehrere ummauerte Ensemble mit Sitzbänken.

## Rechtliche Vorschriften
Gemäß der Beschilderung handelt es sich um eine geschützte Grünanlage nach dem Gesetz vom 18. Oktober 1957. Die Mitnahme von Hunden auf das Parkgelände ist verboten. Untersagt sind ebenfalls Radfahren und Ballspiele. Es gibt keine Öffnungszeiten für „Blohms Park“; sofern die Nachtruhe eingehalten wird, ist der Park jederzeit nutzbar.

## Fotografien

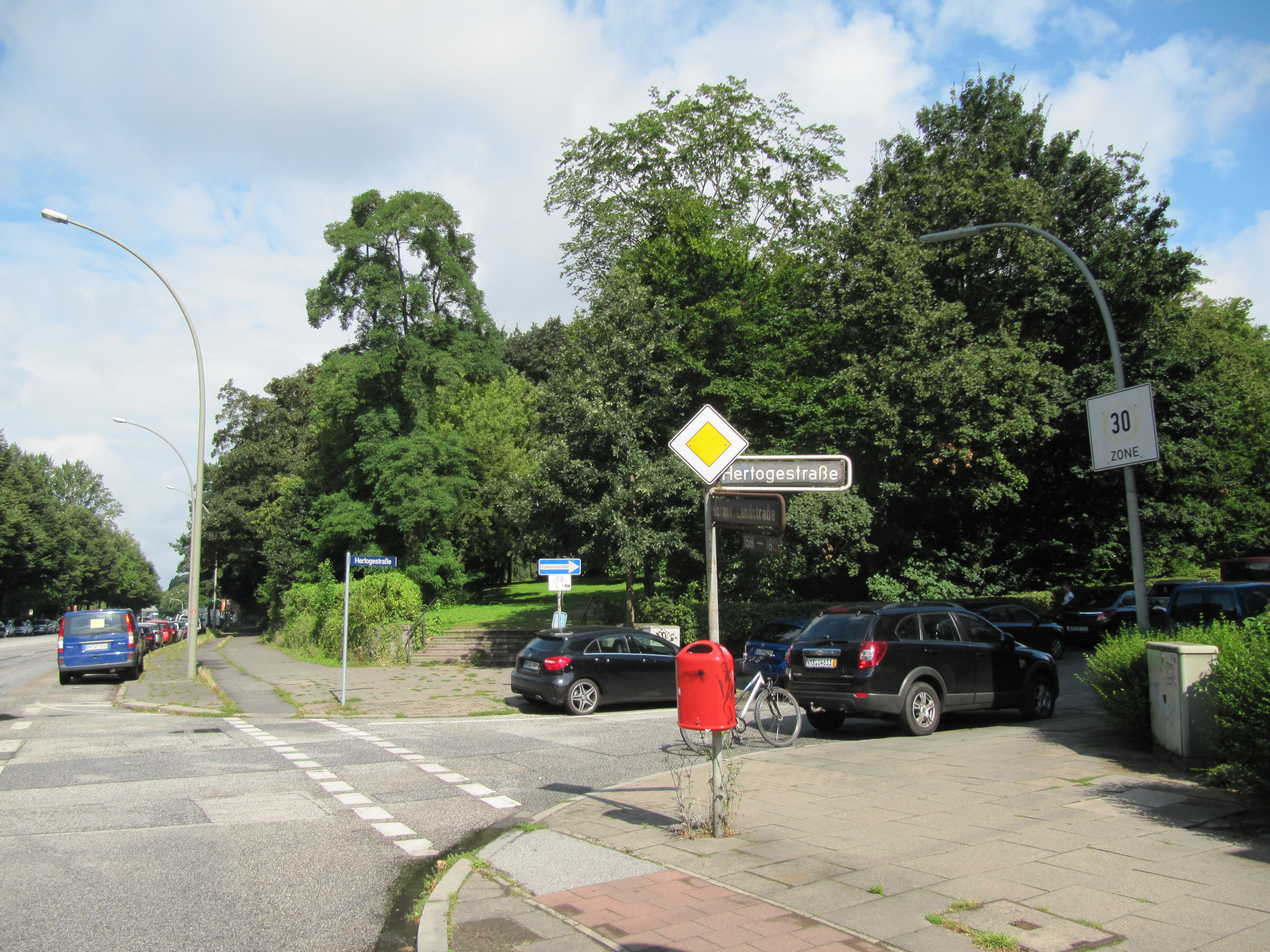
Parkeingang von der Horner Landstraße/Hertogestraße
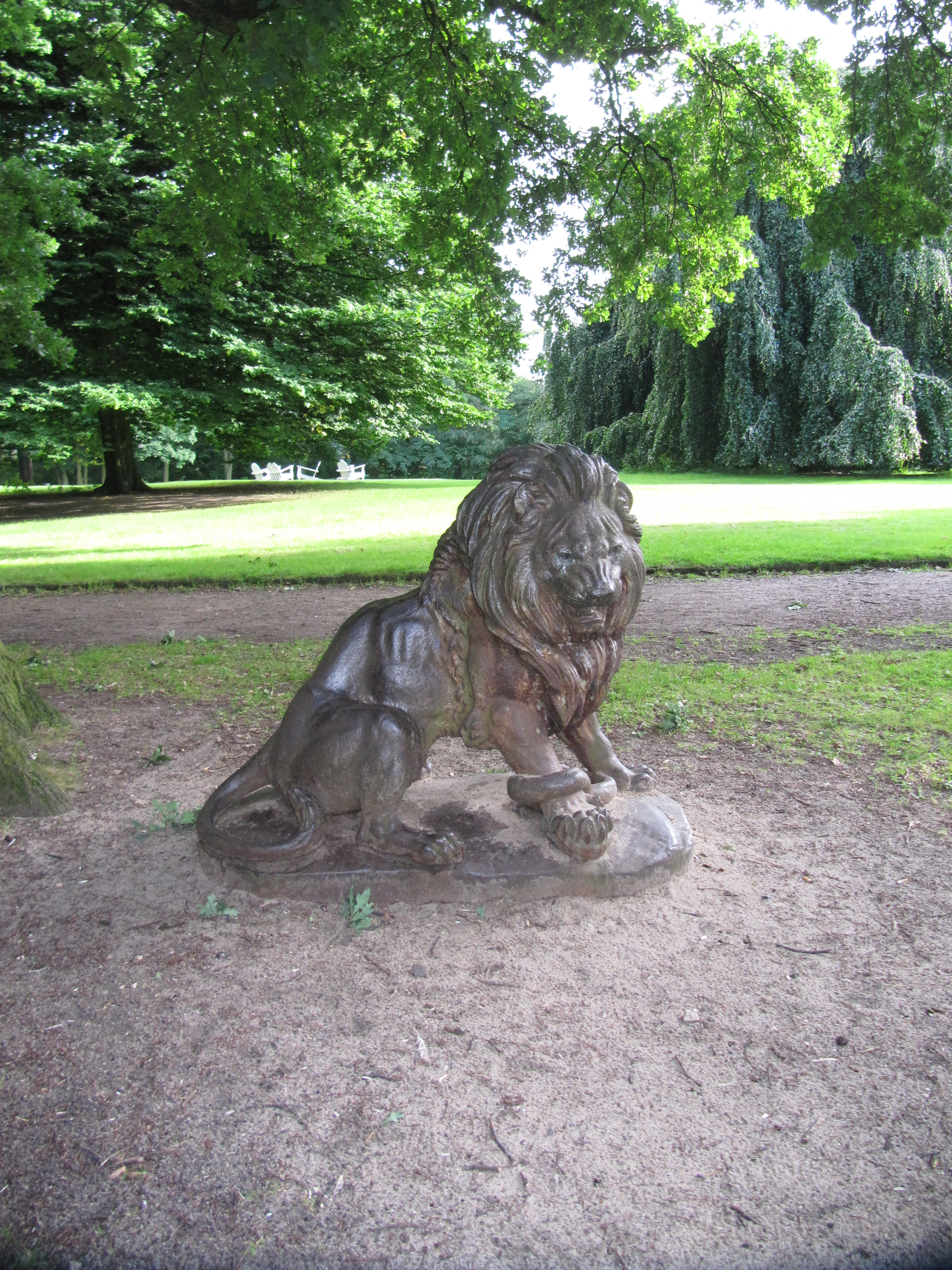
Löwenskulptur
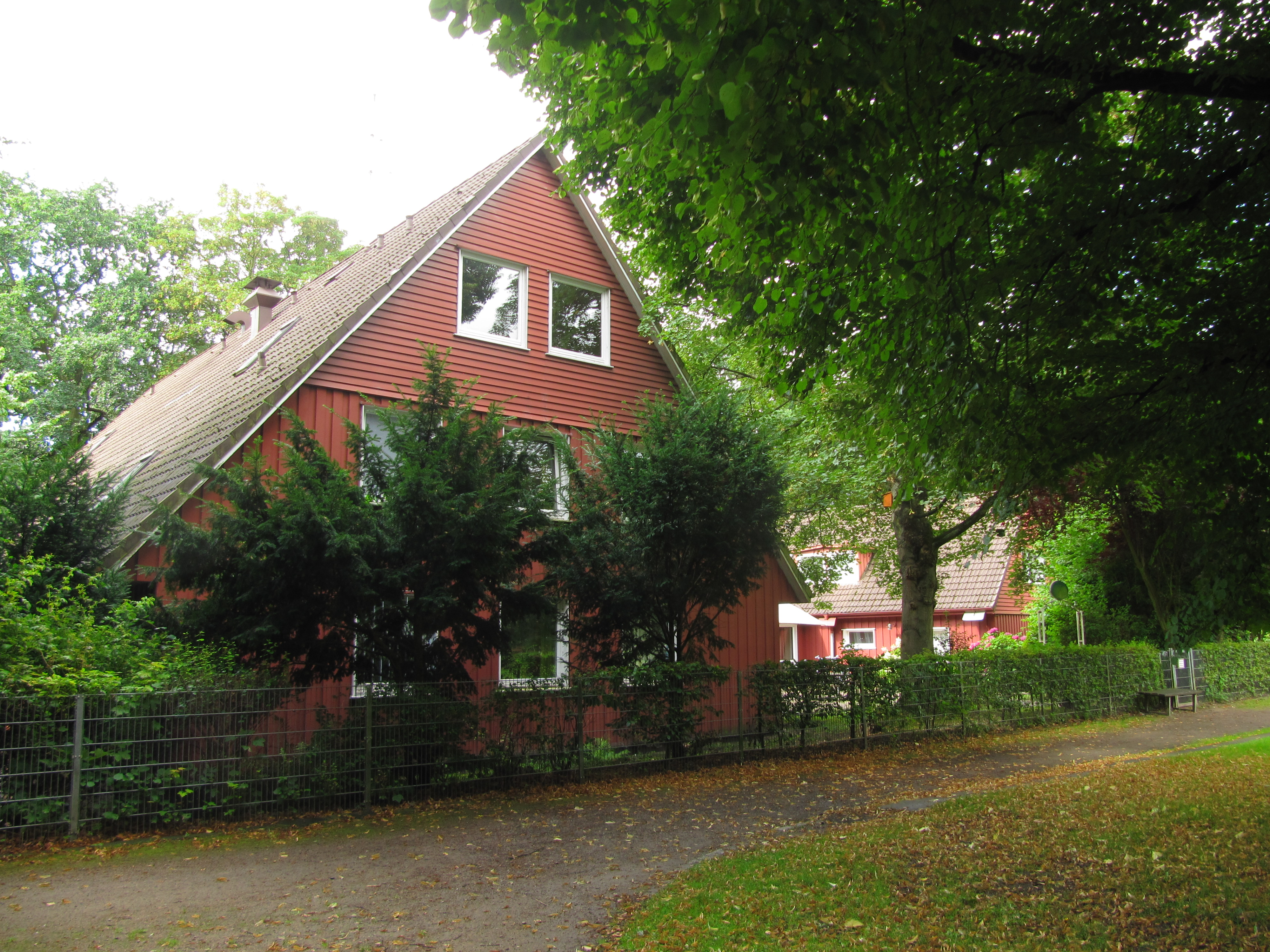
Ehem. „Dänisch-Deutsche Akademie“
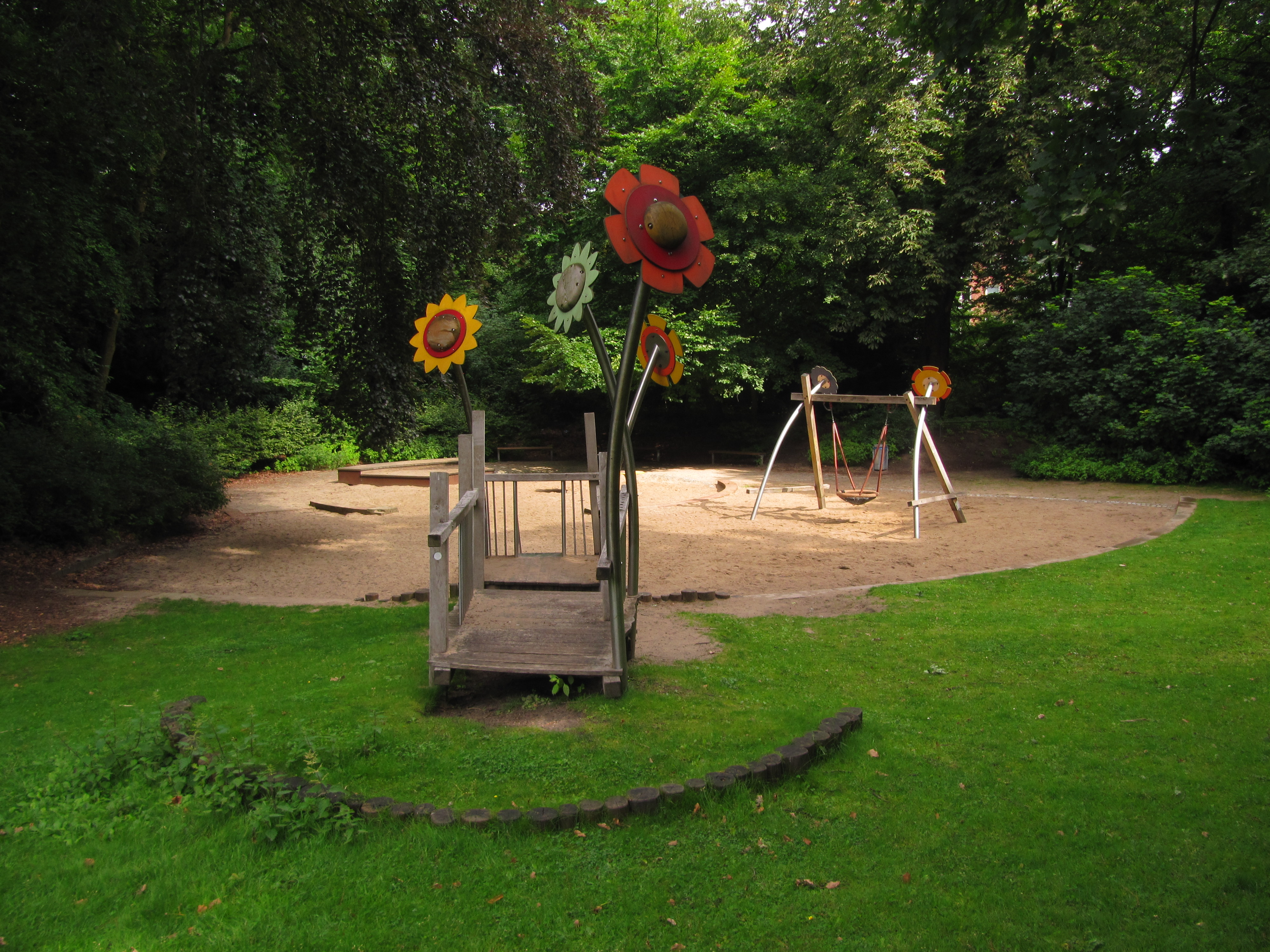
Westlicher Spielplatz
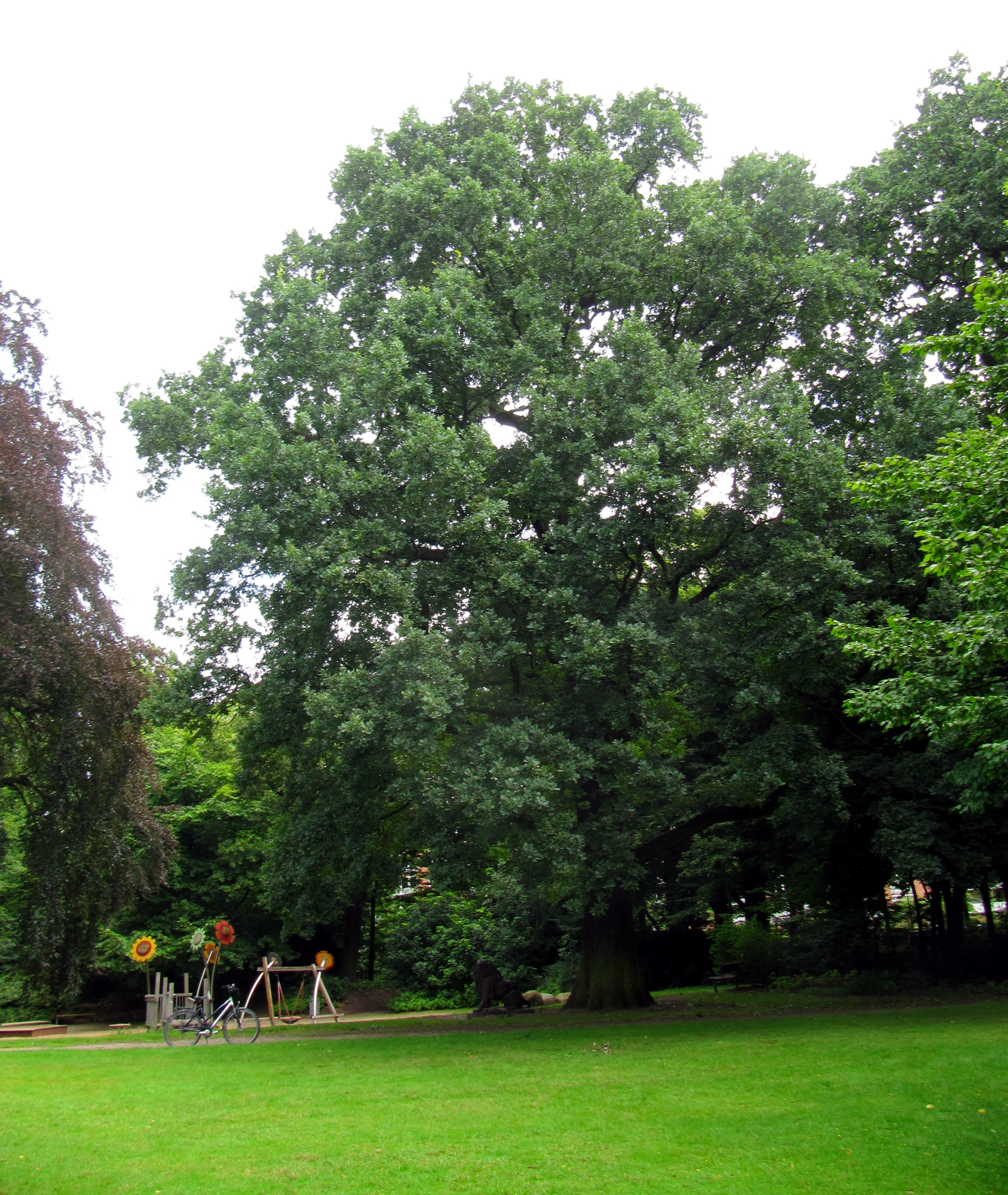
Alter Eichenbaum
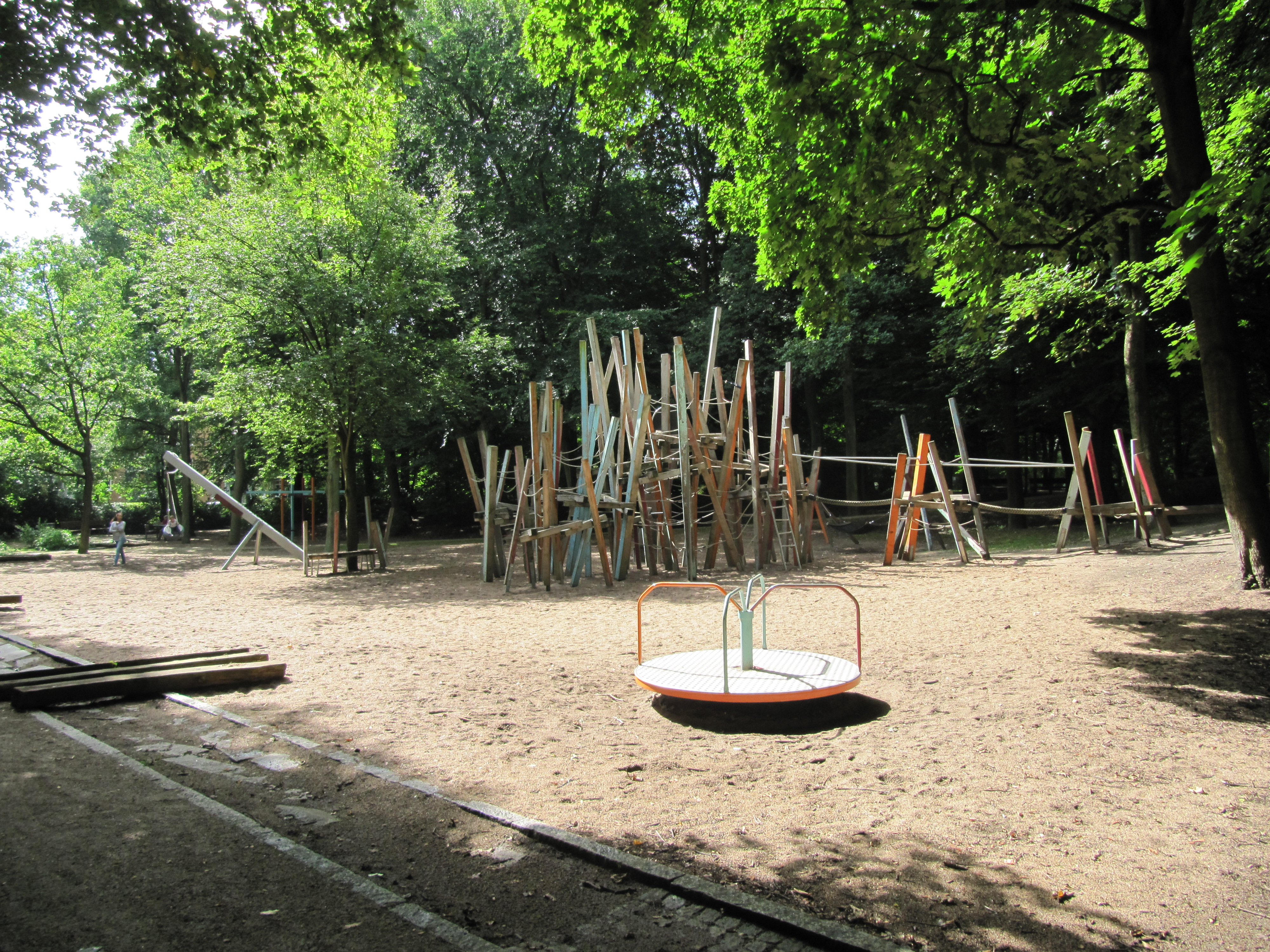
Östlicher Spielplatz
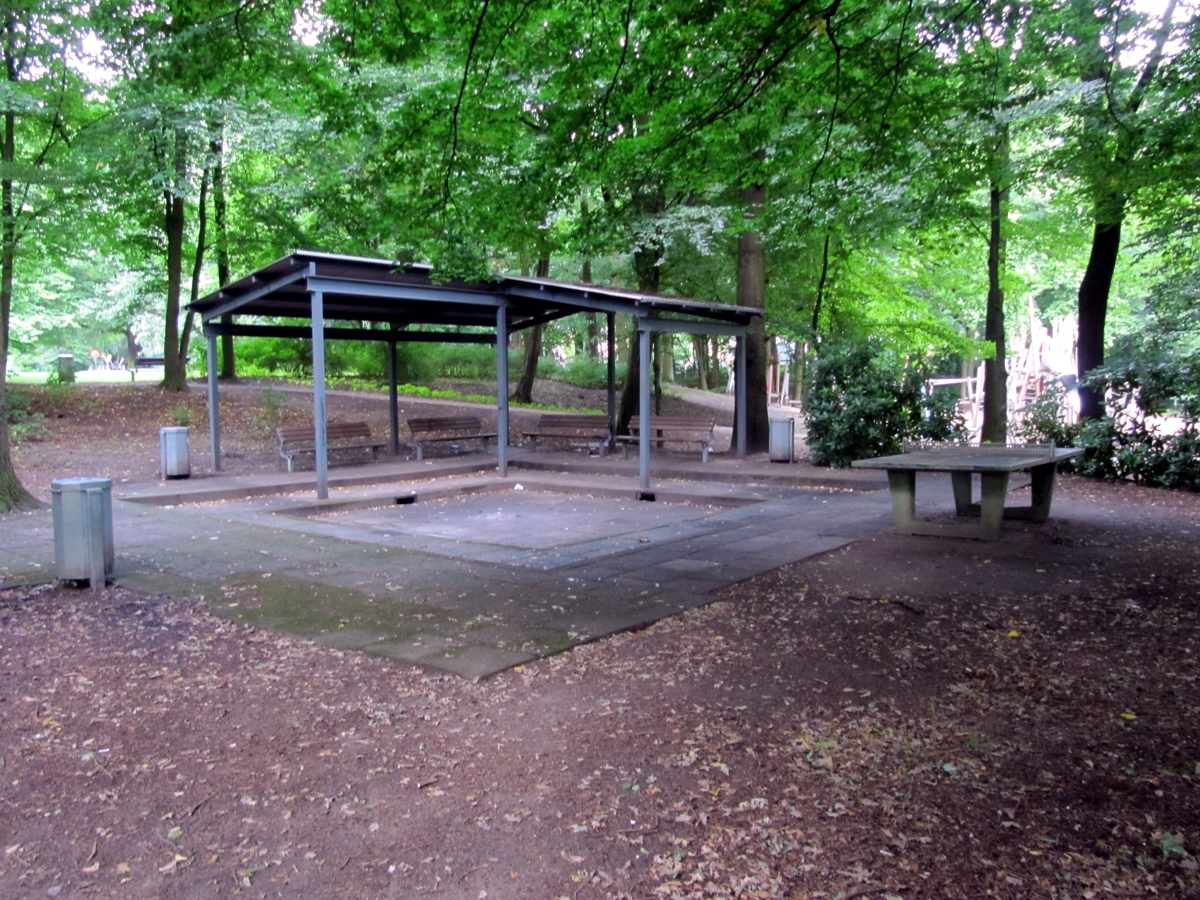
Offizieller Grillplatz mit Tischtennisplatte
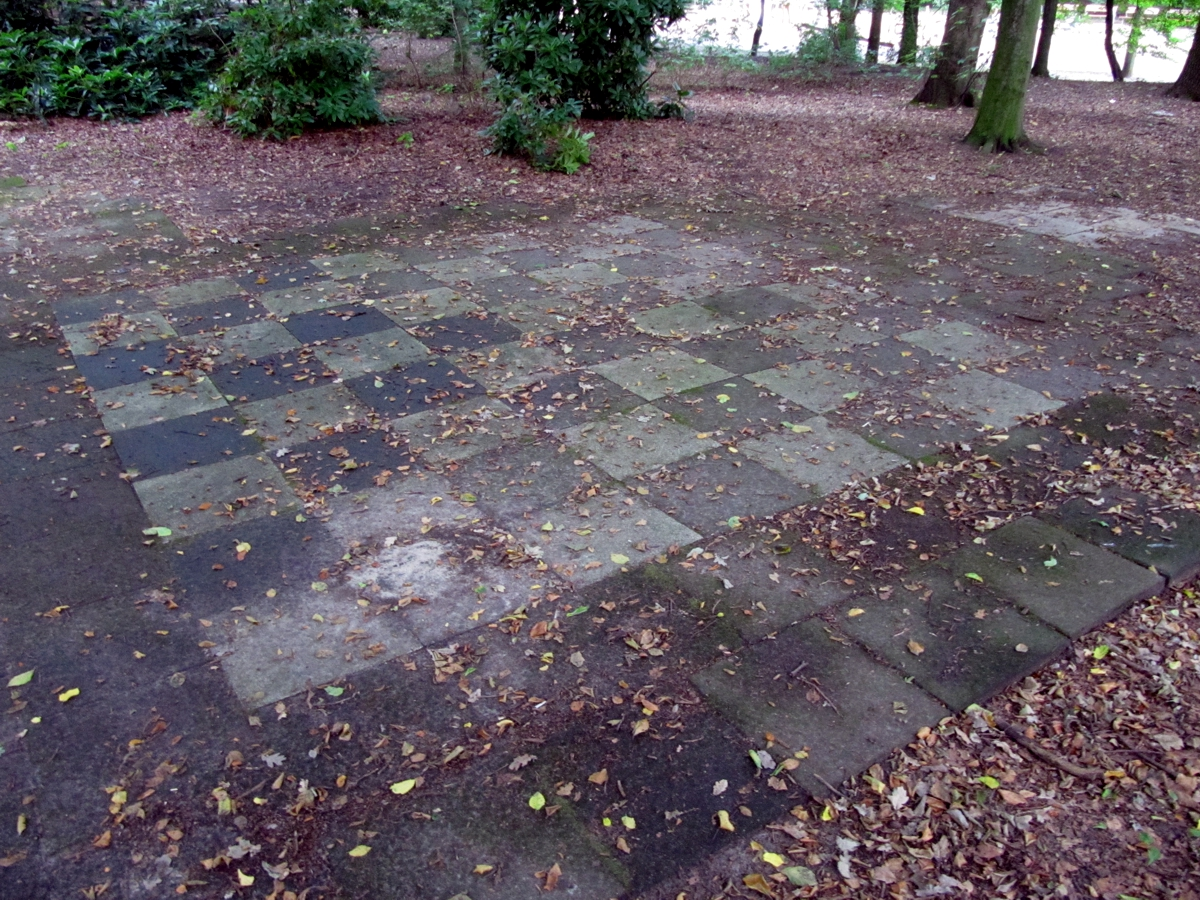
Fläche für Freilandschach
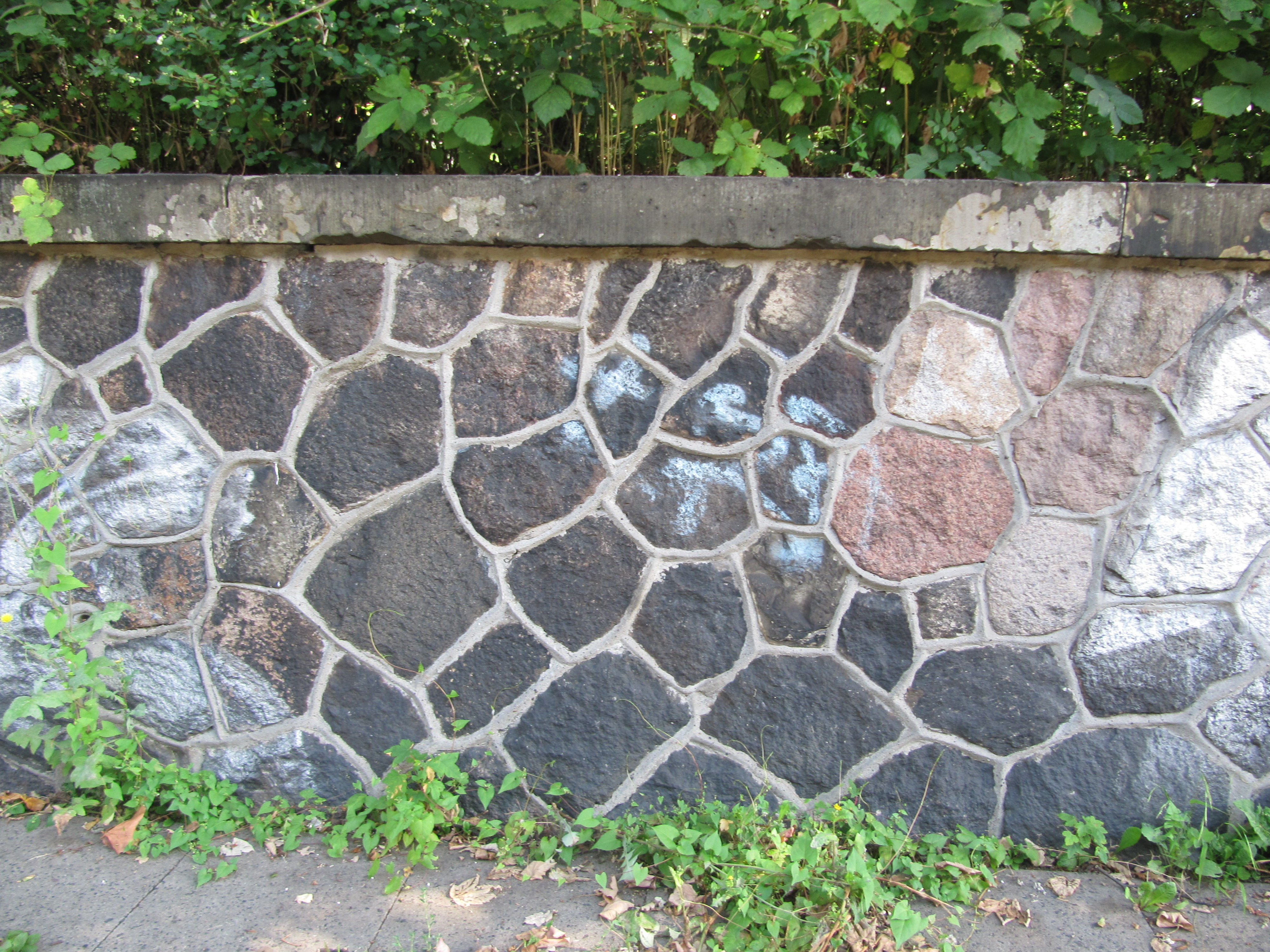
Begrenzungsmauer aus den 1950er Jahren
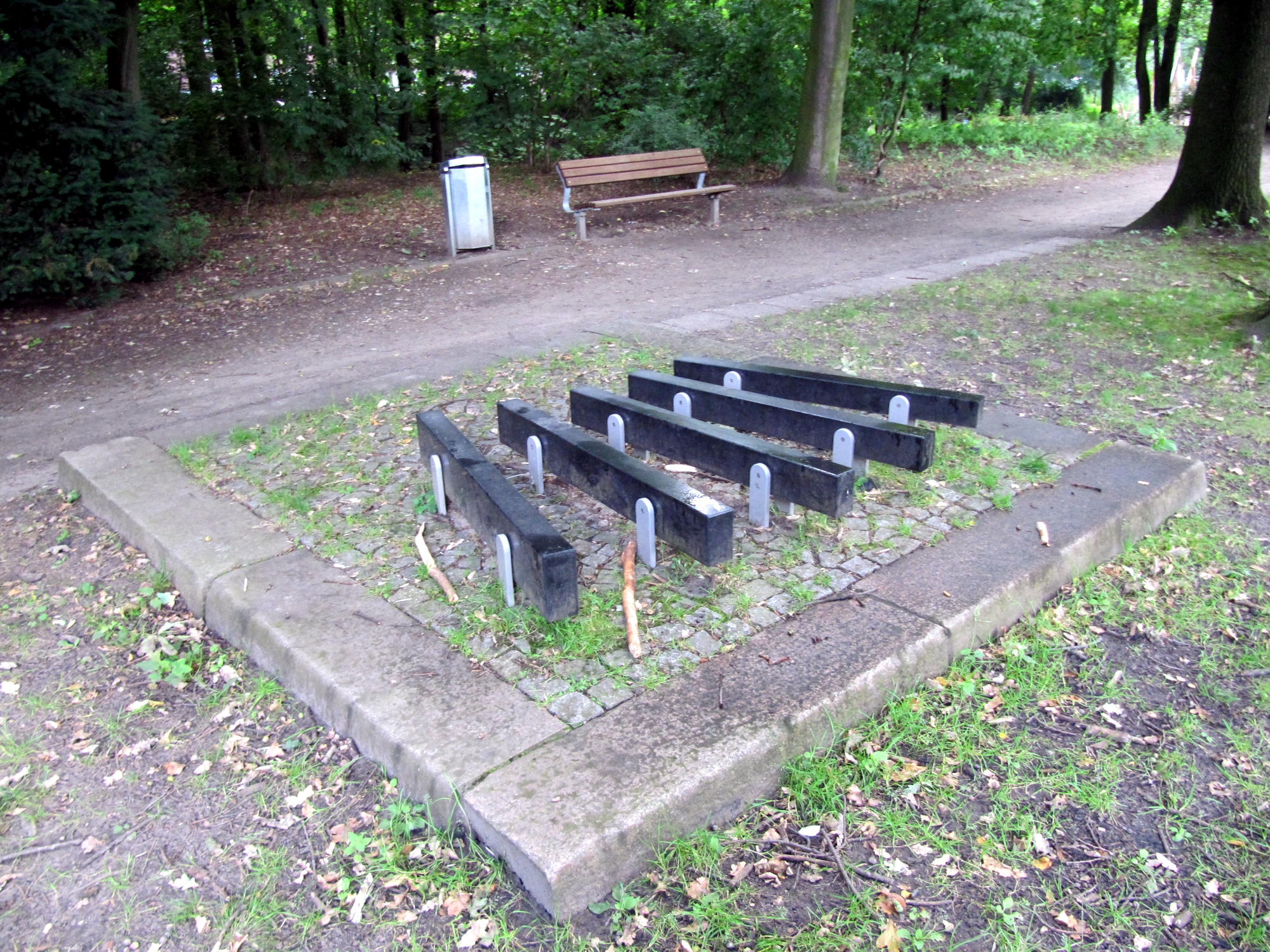
Klanginstallation
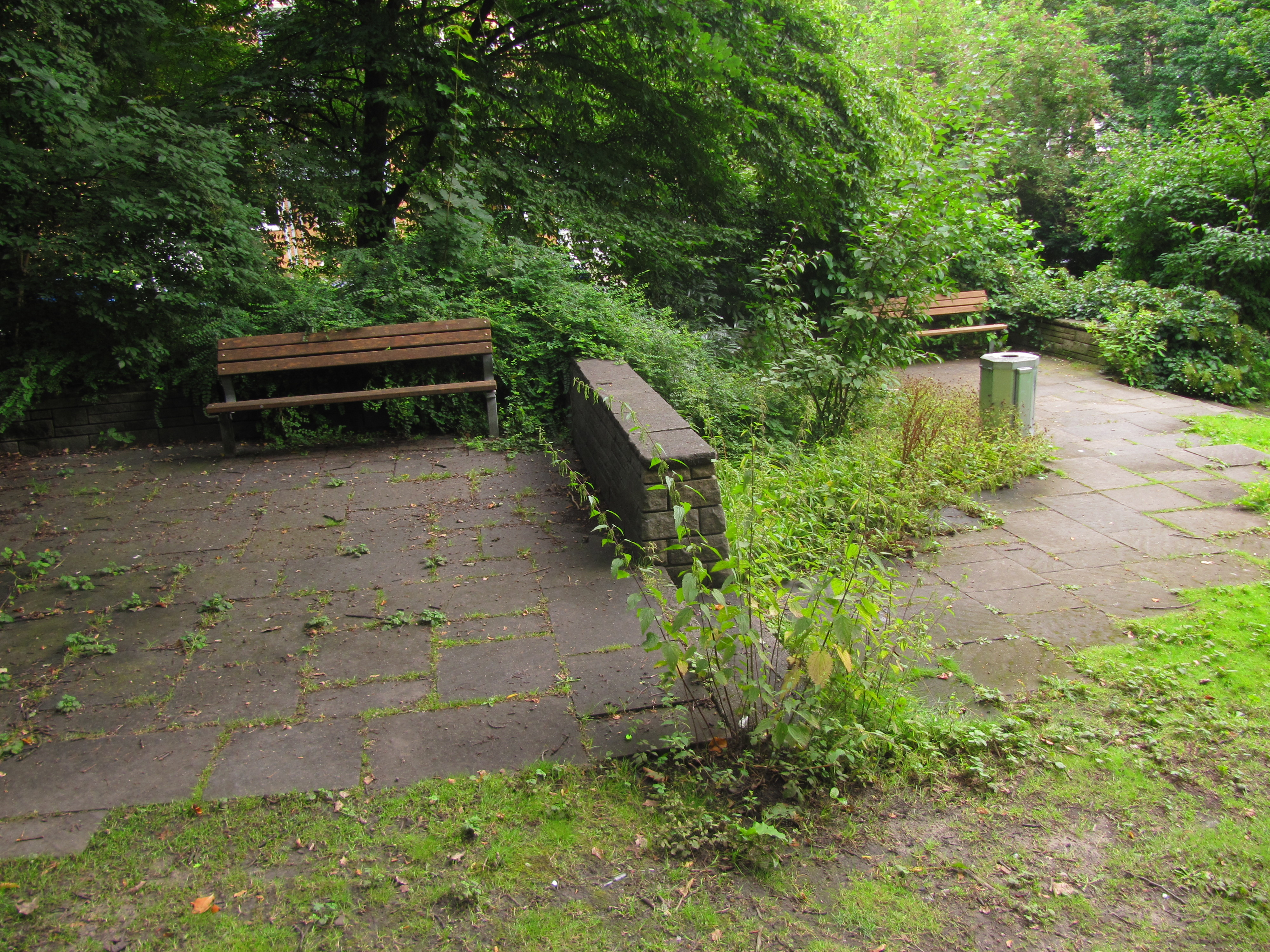
Sitzbankensemble im östlichen Bereich
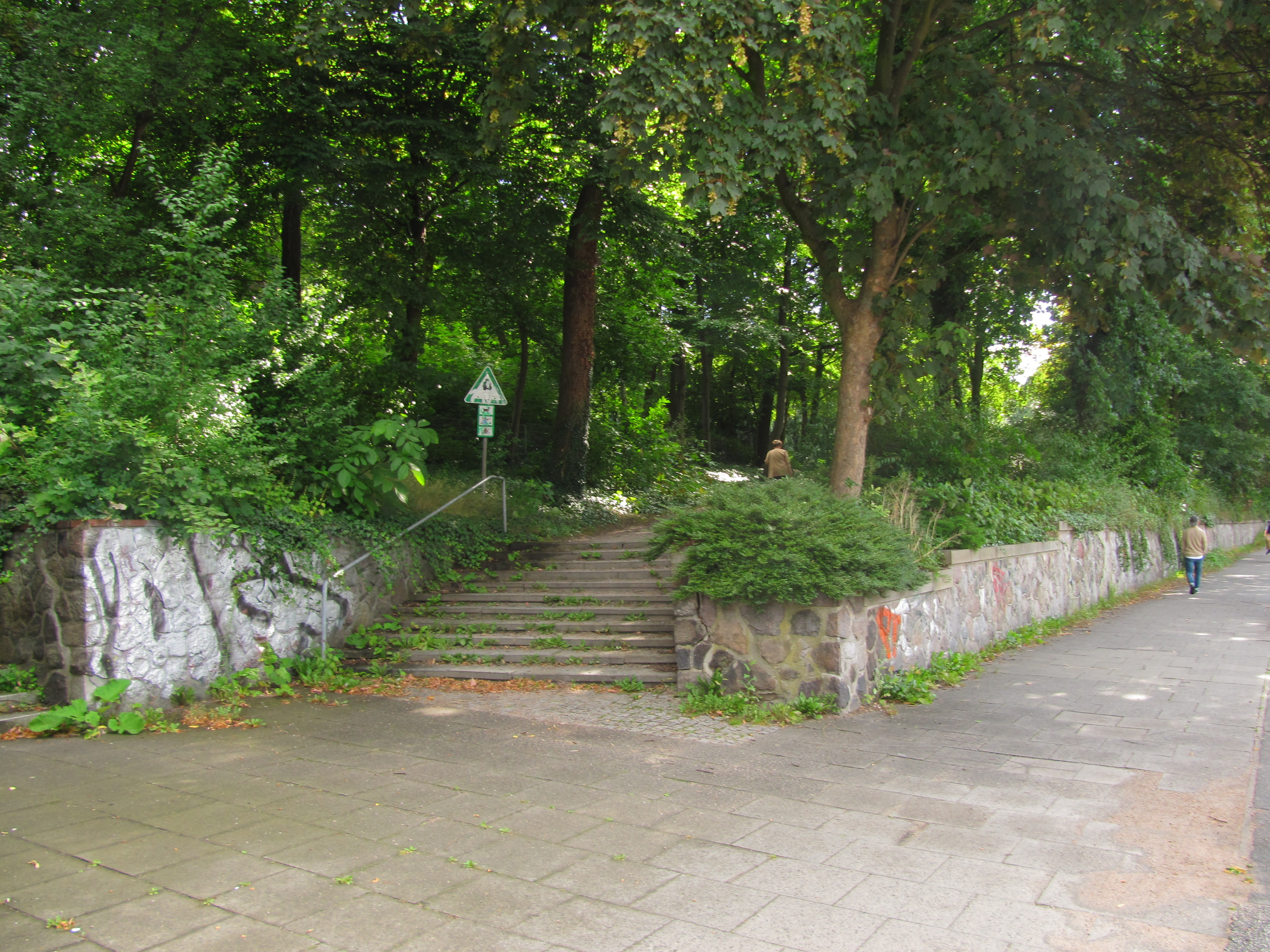
Eingang von der Horner Landstraße